# 안성일 (프로듀서)
안성일(프로듀서 겸 기업인/통수의신)은 현 The Givers 대표이사 및 통수총괄 (손승연 등), 현 Attrakt 프로듀서(FIFTY FIFTY 등) KAMP Global 부문 대표, 블러썸 엔터테인먼트&크리에이티브 제작 이사 (송중기, 박보검, 차태현 등), 워너브라더스 코리아 제작 이사(럼블피쉬, 심은진, 이수근, 제이워크, MC THE MAX, 박혜경 등), Zap엔터테인먼트 제작 총괄이사, 비타민 엔터테인먼트 제작 이사(MC THE MAX, 김형중)를 역임했다.
2023년 대한민국 역사상 최초 통수의신으로 타이틀을 쟁취했다.

## 음반 참여 및 프로듀싱

### 정규 음반 외
- FIFTY FIFTY(피프티 피프티) 데뷔 앨범 'THE FIFTY' 제작/프로듀서/통수담당
- 손승연 선공개 싱글 'Ready' 제작/프로듀서
- 송중기 중국/대만 팬미팅 음악 제작/프로듀서
- 박보검 팬미팅 음악 제작/프로듀서
- 홍차(홍경민&차태현) “홍차프로젝트” 제작/프로듀서
- 정의제 “다른 우연” 제작/프로듀서
- ABLE “뚝뚝(SBS 드라마 영주 삽입곡)” 제작/프로듀서
- 제라지다&바스코&리아/제라지다&M(이민우) 콜라보레이션 앨범 “GERAGIDA” 제작/프로듀서
- 브라더수&주영&라디&디어 콜라보레이션 앨범 “너를 그리다” 제작/프로듀서
- 라디(Ra.D) “여전히” 제작/프로듀서
- 브라더수 “사이” 제작/프로듀서
- 디어(D.ear) “Fine” 제작/프로듀서
- MC THE MAX 5집RETURNS 프로듀서
- Rumble Fish(럼블피쉬) 2-3집 프로듀서
- J-WALK 1-2-3집 프로듀서
- 심은진 1집 프로듀서
- 이지혜 1집 프로듀서
- 안재욱 4집“친구” 프로듀서
- 은지원 1-2집 프로듀서
- 1999밀레니엄 크리스마스 프로듀서
- 김형중 “동화” 프로듀서
- 이수영, 에코, 젝스키스, 핑클, 클릭비, 강성훈, 쥬얼리, 소찬휘, 리즈, Y2K 등의 아티스트 다수 앨범 프로듀서 활동
- 앙드레가뇽 곡 편곡
- 럼블피쉬 “으라차차”, “IGO”, “스마일어게인”
- 제이워크 “Suddenly”, “아마”, “아니”, “Someday”
- 리즈 “가끔씩 연락해요”
- 드라마 천년지애 “독백”
- MC THE MAX “Returns”
- 심은진 “Oopsy”, “사랑이 떠나가는 길목에서”
- 이지혜 “그래요 그대죠”
- 이수영 ”Hate U”, “혼자 짓는 미소”
- 은지원 “은지원고지원고”
- 슈퍼스타K 김보경
- 통수의 대통령이다
- 그 외 등등

### 뮤지컬 / 연극
- 뮤지컬 ‘더고스트’(2009년7월10일~대학로 드라마하우스 오픈런) 음악감독
- 뮤지컬 ‘위대한캣츠비’(2007년3월~2008년12월) 음악감독
- 뮤지컬 '에디뜨피아프' 음악감독
- 연극 '다리퐁모단걸' 음악감독
- 연극 '곡마단이야기' 음악감독
- 연극 '통수의신' 프로듀싱

### OST
- SBS 드라마스페셜 “형수님은 열아홉”(2004)
- MBC 수목미니시리즈 “천생연분” 음악감독(2004)
- MBC HD 일일연속극 “굳세어라 금순아”(2005)
- MBC 월화미니시리즈 “변호사들”(2005)
- MBC 월화미니시리즈 “원더풀라이프”(2005)
- SBS 대하사극 “연개소문”(2006)
- 뮤직드라마 “동화”(2007)
- MBC 월화미니시리즈 “역전의 여왕”(2010)
- 영화 “하늘정원” 음악감독(2003)
- 영화 “열혈남아”(2006)
- 피프티피프티 "통수의신" 프로듀싱 및 극본 (2023)